# Peterskirche (Weilheim)

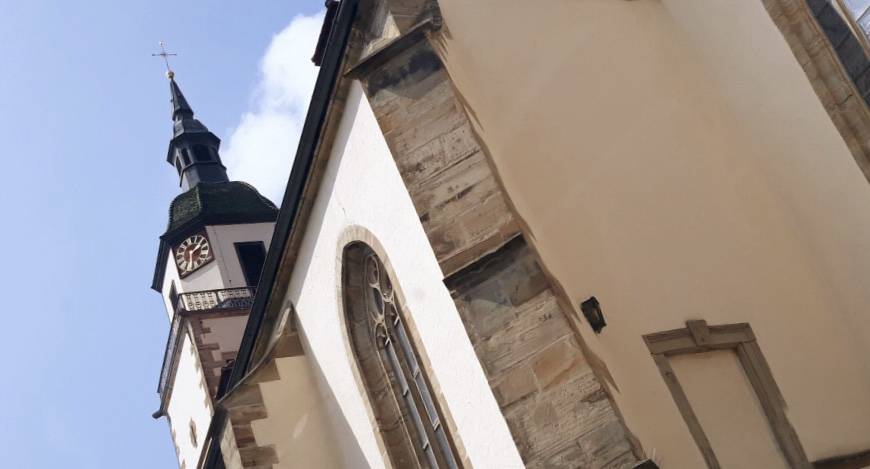
Peterskirche in Weilheim-Teck, Marktplatz

Die Peterskirche ist eine evangelische Kirche in der Stadt Weilheim an der Teck im Landkreis Esslingen in Baden-Württemberg. Der Bau wurde 1489 begonnen und 1495 vollendet. Das Kirchengebäude wurde im spätgotischen Stil erbaut und ist mit zahlreichen farbigen Wandmalereien ausgestattet.  
Die Kirchengemeinde gehört zum Kirchenbezirk Kirchheim unter Teck in der Evangelischen Landeskirche in Württemberg.

## Geschichte
Die Vorgängerkirche war eine dreischiffige, aus Stein erbaute Basilika, 22,3 Meter lang und 16,5 Meter breit. 1089 begann der Bau der romanischen Peterskirche, die Bertold II., der erste Herzog „von Zähringen“, gestiftet hat und die von seinem Bruder Gebhard, damals Bischof von Konstanz, geweiht wurde. Kirchenpatron der Kirche war der Apolstel Petrus. Bertold II. verlagerte seinen Herrschaftsschwerpunkt in den Südwesten des Landes und gründete dort 1093 das Kloster St. Peter auf dem Schwarzwald. Das Kloster hatte bis 1806 das Patronatsrecht, also auch noch nach der Reformation, über die später evangelische Peterskirche.
Die spätgotische Hallenkirche wurde 1489 bis 1495 im Auftrag des Klosters St. Peter erbaut. Graf Eberhard im Bart stellte die Baumeister seiner Uracher Bauhütte zur Verfügung, namentlich Peter von Koblenz, der den Chor der Peterskirche fertigstellte. Überaus filigran und farbenprächtig durchspannen Netz- und Sterngewölbe die dreischiffigen Hallenkirche mit 19 Schlusssteinen.
1982/1983 wurden zum ersten Mal sämtliche noch vorhandene Fundamente der 1489 abgebrochenen Kirche untersucht. Zum Erhalt der Kirche hat der Gründungsstifter Karl Ulmer 2009 die „Stiftung Peterskirche Weilheim a. d. Teck“ errichtet.

## Architektur und Ausstattung
Der Bau ist eine dreischiffige Hallenkirche mit fünf Jochen und einem einjochigen Presbyterium mit einem 5/8-Chorabschluss. Überspannt wird die Halle von einem komplizierten Netzgewölbe mit floralem Dekor und insgesamt 19 farbig gefassten Schlusssteinen. Dem Bau vorgestellt ist ein Kirchturm über quadratischem Grundriss und mit zwei gotischen Seitenportalen. Die aufgesetzte Glockenstube mit einem achteckigen Grundriss ist mit einer welschen Haube und mit einer grazilen Laterne bekrönt. Die Kirche hat Lanzettfenster mit gotischem Maßwerk, ist von außen weiß verputzt, Sockel, Strebepfeiler und Gliederungselemente sind aus grauem Haustein.
Gedeckt ist der Bau mit einem Satteldach aus roten Ziegeln.
Die Kirchturmhöhe beträgt 36 m, die zugängliche Aussichtsplattform/Glockenstube ist nur 29 m hoch.

## Ausstattung
Das um 1520 gemalte Stifterbild zeigt eine Kirche, die 1089 von Herzog Bertold II. gegründet und von seinem Bruder Bischof Gebhard von Konstanz geweiht wurde. Auf dem Bild dargestellt sind der Stifter Berthold II. mit einem Modell der Kirche sowie Graf Ulrich von Aichelberg, der Inhaber der Stadtrechte von Teck. Das Wappen von Württemberg auf der rechten Bildseite ist eine Ergänzung aus der Zeit der Reformation.
Thomas Schick d. Ä. schuf 1499 das „Jüngste Gericht“ als monumentales Wandbild, sein Sohn schuf um 1523 Bilder von der Kirchenstiftung, dem Martyrium der Hl. Katharina und dem Rosenkranzgebet.
Die farbigen Glasfenster im Chor stammen von Gerhard und Gisela Dreher und wurden von 1954 bis 1958 eingebaut. Altar und Taufstein stammen aus dem Jahr 1757. Im vorderen Teil des Kirchengebäudes befindet sich ein Chorraum. Im Hauptschiff der Kirche gibt es eine spätgotische Steinkanzel.

## Glocken
Die Peterskirche besitzt insgesamt sechs Glocken (Gloriosa, Taufglocke, Kreuzglocke, zwei große Glocken und eine kleine Glocke). Auf der Gloriosa-Glocke befindet sich ein Christusmonogramm. Die Inschrift von Glocke 3 nennt die Namen der vier Evangelisten und die Bitte „ORATE PRO NOBIS“.
| Glocke | Schlagton | Gewicht   | Durchmesser | Gießer                                   | Gussjahr |
| ------ | --------- | --------- | ----------- | ---------------------------------------- | -------- |
| 1      | d′        | 1850 kg   |             | Glockengießerei Bachert, Karlsruhe       | 2004     |
| 2      | e′        | ≈ 1400 kg |             | Glocken- und Kunstgießerei Rincker, Sinn | 1964     |
| 3      | g′        | 980 kg    | 114 cm      | unbekannt                                | 14. Jh.  |
| 4      | a′        | ≈ 600 kg  |             | Glockengießerei Kurtz, Stuttgart         | 1954     |
| 5      | h′        | ≈ 430 kg  |             | Glockengießerei Kurtz, Stuttgart         | 1954     |
| 6      | d″        | ≈ 270 kg  | 75 cm       | Friedrich Kessler, Stuttgart             | 1608     |

## Orgel

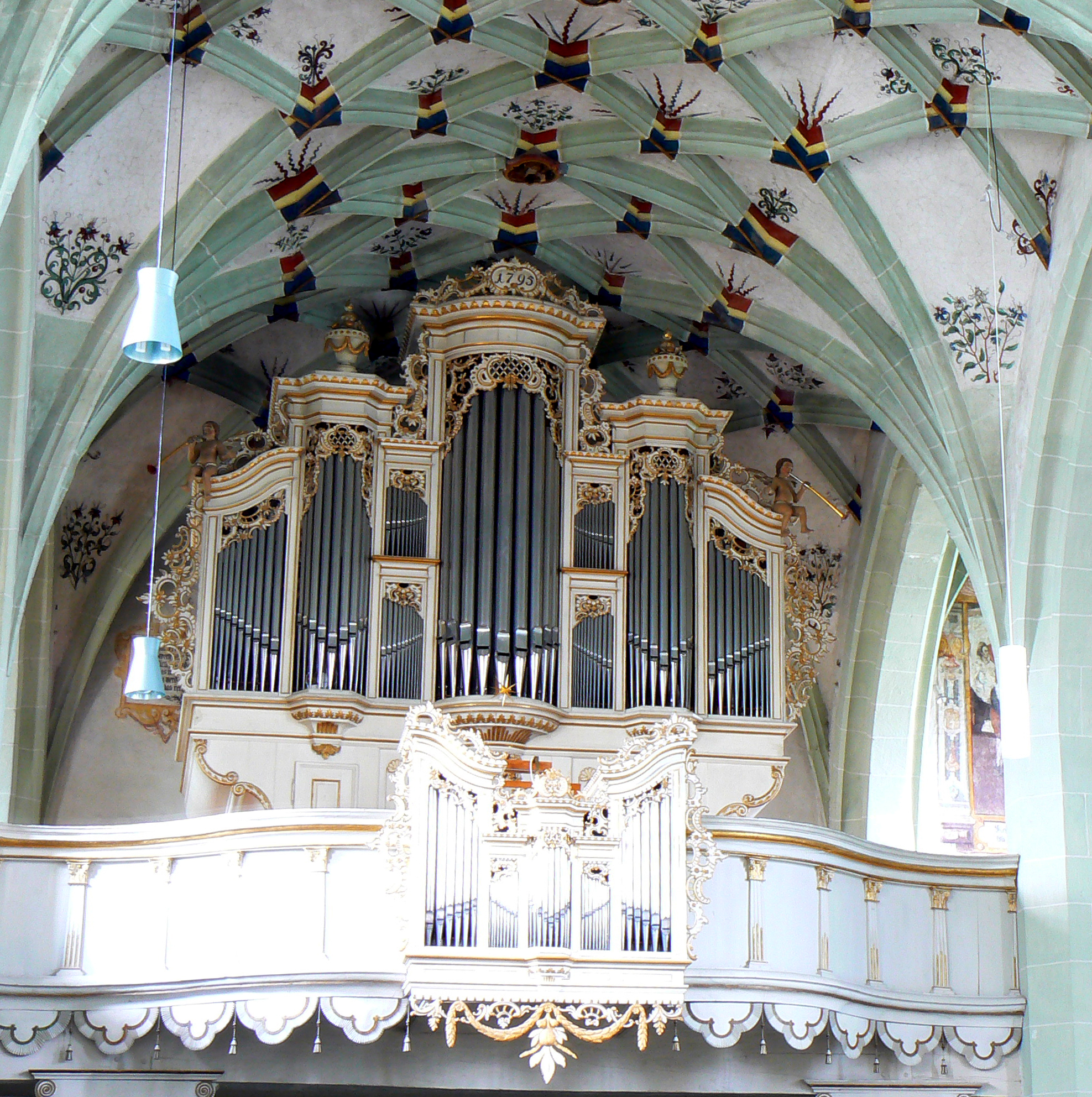
Orgel von Johann Andreas Goll, 1795

Die Orgel wurde 1795 von Johann Andreas Goll geschaffen. Der Orgelprospekt in den Formen des Rokoko ist in Weiß und Gold gefasst und mit dekorierten Deckelvasen und Trompete blasenden Putten geschmückt. Nach der Renovierung 1954 wurde das „Weilheimer Regulativ“ hier erarbeitet. 1985 wurden frühere Veränderungen weitgehend rückgängig gemacht und das Instrument der ursprünglichen Disposition angenähert. 
Im Jahr 2014 folgte eine umfassende Ausreinigung und Instandsetzung der Orgel, an deren Kosten sich die Stiftung Peterskirche maßgeblich beteiligte. Die Orgel mit 23  Registern auf zwei Manualen und Pedal gilt als eine der bedeutendsten Denkmalorgeln der Evangelischen Landeskirche in Württemberg.